# Chiesa dei Santi Lucia e Allucio
La Chiesa dei Santi Lucia e Allucio sorge nella frazione delle Fornaci, comune di Uzzano, diocesi di Pescia, provincia di Pistoia. È sede parrocchiale.

## Storia
Sin dagli anni '90 del 1900, i fedeli della parrocchia di Santa Lucia Vergine e Martire in Santa Lucia d'Uzzano rivendicarono un nuovo luogo di culto, più grande della Chiesa di Santa Lucia, ormai inadatta ad accogliere l'accresciuto numero di parrocchiani, e dei locali maggiormente funzionali per l'attività pastorale. Il vescovo di Pescia Mons. Giovanni De Vivo interloquì con l'amministrazione comunale di Uzzano per individuare un'area centrale dove poter edificare la nuova chiesa e ne fu scelta una a metà strada tra le frazioni di Santa Lucia e Sant'Allucio, in località Fornaci. Fu affidata la progettazione all'architetto Antonio Frediani e la prima pietra fu posata il 25 gennaio 2009. I lavori, affidati al consorzio C.I.P.E.A. di Bologna, andarono avanti per quasi tre anni, fino all'apertura al culto il 18 marzo 2012. Fu solennemente consacrata il 13 dicembre, ricorrenza della santa patrona della parrocchia, a cui fu dedicata assieme a Sant'Allucio, il santo nativo della comunità.

## Opere d'arte
L'esterno presenta un rivestimento in mattoni rossi, richiamo al passato della parrocchia, nella quale si trovavano molte fornaci di laterizi. Sulla facciata, tre ampie finestre, al cui interno sono contenute le vetrate artistiche che rappresentano Santa Dorotea, patrona di Pescia (a sinistra), Santa Lucia (al centro) e Santa Barbara, patrona di Montecatini Terme, opera di Angelo Fassina da Verona. L'interno è costituito da un'unica, ampia navata con il soffitto rivestito in legno chiaro. Sul lato sinistro, due cappelle, la prima nella quale si trova la penitenzieria, la seconda destinata al coro, nella quale è stato posizionato l'organo, realizzato da Emanuele Tofanelli di Viareggio nel 1904 per la vecchia chiesa parrocchiale. Sul lato destro, la prima cappella ospita il fonte battesimale, alla base del quale è incastonata la prima pietra, mentre la seconda è dedicata alla Vergine Maria e alloggia una scultura in legno opera di artigiani di Selva di Val Gardena. Il presbiterio è dominato dalla vetrata poligonale raffigurante Sant'Allucio, opera del maestro Fassina. L'altare maggiore e l'ambone, in travertino chiaro, sono stati disegnati dall'architetto Frediani. Sul fondo absidale, il grande crocifisso in bronzo su croce di castagno, realizzato dallo scultore Pier Luigi Olla. Le formelle della Via Crucis, già collocate nella vecchia chiesa parrocchiale, sono state restaurate dal maestro Stefano Fattorini.